# Juan José Viedma Schenkhuizen
Juan Viedma (Heemskerk, 27 d'octubre de 1974) és un exfutbolista hispano-neerlandès, que va jugar de defensa i migcampista a les lligues neerlandesa i espanyola.

## Trajectòria
| Temp.   | club           | País          | Competició      | Part. | Gols |
| ------- | -------------- | ------------- | --------------- | ----- | ---- |
| 1994/95 | NEC            | Països Baixos | Eredivisie      | 5     | 0    |
| 1995/96 | NEC            | Països Baixos | Eredivisie      | 25    | 1    |
| 1996/97 | SD Compostela  | Galícia       | Primera Divisió | 16    | 1    |
| 1997/98 | SD Compostela  | Galícia       | Primera Divisió | 25    | 1    |
| 1998/99 | SD Compostela  | Galícia       | Segona Divisió  | 32    | 2    |
| 1999/00 | SD Compostela  | Galícia       | Segona Divisió  | 16    | 1    |
| 2000/01 | SD Compostela  | Galícia       | Segona Divisió  | 7     | 0    |
| 2001/02 | RBC Roosendaal | Països Baixos | Eerste Divisie  | 26    | 1    |
| 2002/03 | RBC Roosendaal | Països Baixos | Eredivisie      | 8     | 0    |
| 2003/04 | RBC Roosendaal | Països Baixos | Eredivisie      | 16    | 0    |
| 2004/05 | RBC Roosendaal | Països Baixos | Eredivisie      | 13    | 0    |
| 2005/06 | FC Omniworld   | Països Baixos | Eerste Divisie  | 24    | 1    |
| 2006/07 | FC Omniworld   | Països Baixos | Eerste Divisie  | 20    | 1    |